# Gavin Lawless
Pour les articles homonymes, voir Lawless.
Pas d'image ? Cliquez ici

a Compétitions nationales et continentales officielles uniquement.

Dernière mise à jour le 10 septembre 2018.
Gavin Lawless, né le 28 avril 1970, est un ancien joueur sud-africain de rugby à XV.
Jouant comme arrière, il détient le record de points marqués dans un match de super 12 (4 essais et 50 points, pour les Natal Sharks contre les Highlanders en 1997), le record de pénalités dans une saison de Currie Cup (48 avec Transvaal en 1996), et le record de transformation en finale de la Currie Cup (6, pendant Transvaal vs. Free State en 1991).

## Clubs

### Super 12
- Transvaal : 1996
- Natal Sharks : 1997
- Northern Bulls : 1999

### Currie Cup
- Western Province : 1992-1995
- Gauteng Lions : 1996
- Natal Sharks : 1997-1998
- Pumas (Mpumalanga) : 1999